# Warschauer Straße (métro de Berlin)

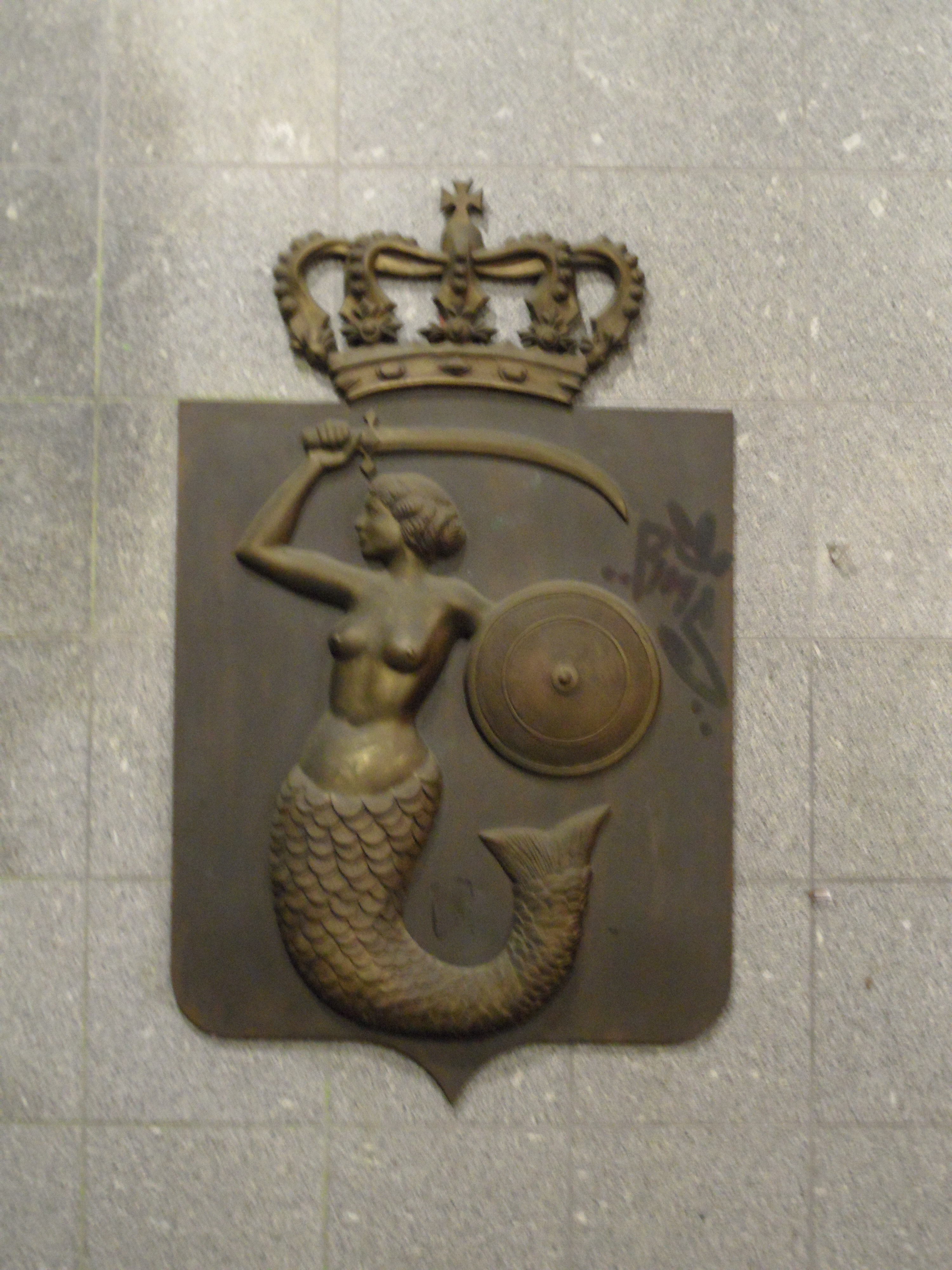
Les armoiries de la ville de Varsovie, dans la station.

Warschauer Straße [ˈvaʁʃaʊ̯ɐ ˈʃtʁaːsə] est une station des lignes 1 et 3 du métro de Berlin, située dans le quartier de Friedrichshain.

## Situation
La station est le terminus des deux lignes, située au nord-est de Schlesisches Tor, en direction de Uhlandstraße (ligne 1) ou Krumme Lanke (ligne 3).
Elle est établie sur le côté est de la Warschauer Straße (« rue de Varsovie »), près de la gare ferroviaire du même nom.

## Historique
La station est mise en service le 17 août 1902 sous le nom de Warschauer Brücke comme nouveau terminus de la première ligne de métro, le Stammstrecke, inaugurée six mois plus tôt. Elle est alors installée sur un viaduc d'une longueur de 360 m de long, d'où son nom.
Fermée à la fin de la Seconde Guerre mondiale, elle est rouverte aux voyageurs le 14 octobre 1945. Après la construction du mur de Berlin en 1961, la station qui se trouve à Berlin-Est est de nouveau fermée.
Enfin après la réunification allemande, la station rebaptisée Warschauer Straße est reconstruite et remise en service le 14 octobre 1995 sur la ligne 1. Elle est également desservie par la ligne 3 puis à partir du 7 mai 2018.

## Service des voyageurs

### Accueil
La station possède deux accès et un lien direct avec la gare homonyme.

### Intermodalité
La gare toute proche est desservie par les lignes de S-Bahn     .
La station est en correspondance avec la ligne de tramway M10 et les lignes d'autobus no 300 et 347 de la BVG.